# Sidney Magal
Sidney Magal, nome d'arte di Sidney Magalhães (Rio de Janeiro, 1950), è un cantante, attore e ballerino brasiliano.

## Biografia
Fratello del lottatore Vinny Magalhães, da ragazzo si è esibito come cantante in vari locali proponendosi in vari generi: rock, samba, musica in italiano e in francese.
Sotto il nome di Sidney Rossi ha registrato il suo primo singolo per la CBS intitolato Tema de Amor, passato però inosservato. Nel 1971 ha girato l'Europa con un gruppo folk. Rientrato in Brasile l'anno successivo, è stato scoperto dal produttore discografico argentino Roberto Livi, che dopo aver concluso una carriera da cantante era stato assunto presso Philips/PolyGram e stava cercando un Sandro de América brasiliano.
Magal ha conseguito il suo primo successo col singolo Se Te Agarro Com Outro Te Mato, una canzone su ritmi zigani che incorporava discomusic, brega e musica latina. Da questo momento è diventato una presenza costante alla tv brasiliana e un idolo per molte donne, anche per le sue doti di ballerino.
Nel suo secondo album ha inserito il brano Sandra Rosa Madalena, la canzone che più di ogni altra rimane legata al suo nome. Il suo successo fu tale che Magal per un periodo partecipava anche a tre spettacoli in un solo giorno.
Sempre Livi è stato colui che ha spinto Magal a cimentarsi nella recitazione, esattamente come Carlos Imperial aveva fatto con Roberto Carlos Braga. Nel 1979, al suo debutto cinematografico nel film Amante Latino (sceneggiato da Paulo Coelho), Magal ha portato nelle sale cinematografiche 800.000 persone, un numero all'epoca decisamente considerevole in Brasile.
Nel 1980 Magal ha cambiato immagine proponendosi come cantante romantico. Il primo album di questa nuova fase, O Amor Não Tem Hora Para Chegar, è stato un flop nelle vendite, contribuendo tra l'altro alla fine della partnership tra Magal e Livi. Risultati migliori sono stati quelli fatti registrare dagli altri dischi incisi in questo decennio, ma di certo non paragonabili a quelli del passato.
Nel 1990, con l'avvento della lambada, Sidney Magal è diventato uno degli esponenti più celebri di questo genere col brano Me Chama Que Eu Vou, scelto anche come sigla della fortunata telenovela Rainha da Sucata su Rede Globo. Magal ha poi ripreso a pieno ritmo la carriera di attore.

## Vita privata
Il suo primo matrimonio, con l'attrice Solange Couto, è terminato dopo quasi dieci anni con un divorzio. Nel 1982 l'artista ha sposato Magali West, ancora oggi sua moglie. Ha tre figli.
Durante un'intervista nel gennaio 2024 a Roda Viva, Sidney Magal ha dichiarato di essere bisessuale.

## Nella cultura di massa
- Nel 2024 è uscito un film sulla vita dell'artista, intitolato Meu sangue ferve por você e interpretato da Filipe Bragança.